# Реутов
Ре́утов (рос. Реутов) — місто (з 1940) обласного підпорядкування Московської області, наукоград Російської Федерації, входить до московської агломерації. Є єдиним населеним пунктом в однойменному міському окрузі.
Населення на 1 січня 2012 — 88,4 тисячі осіб (2000 — 71,4 тисячі; 1975 — 57 000; 1939 — 15 000; 1918 — 3,3 тисячі.)
Залізнична станція Реутово на лінії Москва — Нижній Новгород, станція Стройка на відгалуженні на Балашиху.

## Топоніміка
Існує кілька легенд і версій походження назви «Реутово». Одна з них пов'язана з Володимирським трактом, де нібито зупинялися проводжаючі засланців і «ревіли», відправляючи їх в Сибір. Інша пов'язана з річкою Реут, що знаходиться в Молдові. Нібито з цих місць приїхали і проживали тут торговці-молдавани. Третя спирається на чутки про велику кількість ведмедів-«ревунів», що мешкали в тутешніх місцях.
Найбільш ймовірна і прийнята містом за офіційну версію, є версія, що колись тут проходила сигнальна лінія, що входить в систему оборони Москви, яка складалася з сторожових веж з дзвонами (Реутов), що передають сигнал про наближення ворога до Москви.

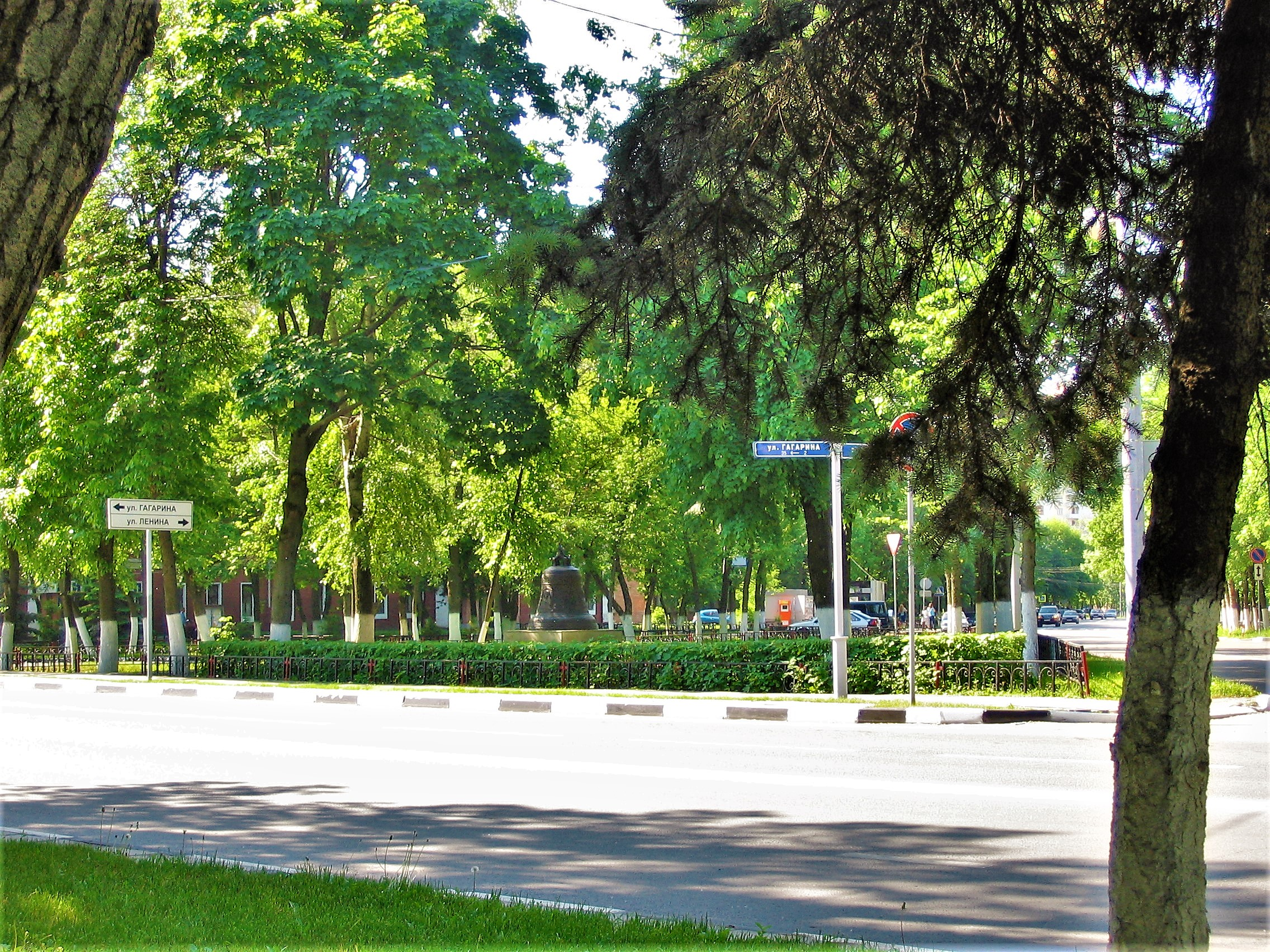
Площа на перетині вулиць Леніна, Перемоги та Гагаріна

Одна з таких веж знаходилася в районі перетину нинішніх вулиць Леніна, Перемоги та Гагаріна, на найвищій точці даній місцевості — 166 метрів над рівнем моря. На цій вежі висів дзвін-Реут (старослов'янська назва дзвона). Це стверджує і В. І. Даль, у якого в Словнику читаємо: давньобіблійний вислів: «вечеръ и утро благовѣстъ въ реутъ». Тобто вранці і ввечері, запрошуючи парафіян на службу, в церквах били в «Реут», тобто в дзвін.
При сторожовій вежі був приставлений дяк (державний службовець), що відповідав за службу дозорних. Від дзвона дяк отримав прізвисько — «Реут», а хутір — назву Реутово. Однак за нез'ясованими причинами багато жителів наголошують другий склад.
На згадку про цю вежу на площі, утвореній перетином цих вулиць, встановлено пам'ятник-дзвін. Такий же дзвін зображений на гербі міста.

## Історія
Точна дата заснування невідома. Більшість істориків вважає, що Реутово було засновано в 1492–1495 рр.

Вперше Реутово згадується в Писцовій Книзі XVI століття, в ній було сказано, що: 
|  | За Посником за Нероновым, дано ему из достальных из порожних земель княж. Дмитроевское поместье Елецкого: пуст. Реутово: пашни пер. 33 чети в поле, а в дву потомуж худ. земли, сена 20 коп., лесу пашенного 3 дес. |

З XVII по XVIII століття село Реутово належало династії князів Туреніних і Долгорукових. На початку XVIII століття Реутово стало селом. Переписна Книга 1709 року говорить про сільце Реутове, що належить князю Василю Михайловичу Долгорукову.
В 1787 році сільце прибуває московський дворянин Микола Іванович Маслов. При ньому Реутово стає заміською садибою. На початку XIX століття Маслов розоряється. Сільце Реутово отримує офіцер — підполковник Андрій Михайлович Похвиснєв.
В 1824 році Похвистнєв будує в Реутові паперопрядильну фабрику. Пряжа Похвистневської фабрики вважалася однією з найкращих у Росії і на Всеросійській виставці в 1831 році отримала золоту медаль. У 1831 році А. М. Похвістнев продає Реутово. Господинею в ці роки стає поміщиця колезької ассесорші Е. І. Дубровіна. З 1833 року Реутово належить поміщиці з дворян, майорській дочці А. С. Мастініній. З 1840 року сільцем Реутово володіє титулярний радник М. Є. Романов.
В 1843 році землі Реутова і паперопрядильну фабрику купує московський купець 1-ї гільдії Сергій Олексійович Мазурін. Він будує цегельний завод і перебудовує Похвистневську фабрику. Будує спальні корпуси (казарми). Так поступово сформувалося фабричне селище Реутово.
В 1913 році через Реутово прокладається залізнична лінія до Балашихи. Будується Реутово, яка зберегла цю назву до наших днів.
В 1928 році Указом Президії Верховної Ради РРФСР фабричне селище було перетворено в робітниче селище Реутово в складі Разінської волості (нині Балашихинський район) Московського повіту.
В 1929 році, Постановою ВЦВК РРФСР від 12 липня у зв'язку з адміністративними перетвореннями, Реутово стає районним центром. В Реутовський район входило 37 населених пунктів, в тому числі Івановське, Гольяново і Ізмайлово. У селищі перебували районні та селищні Ради депутатів трудящих.

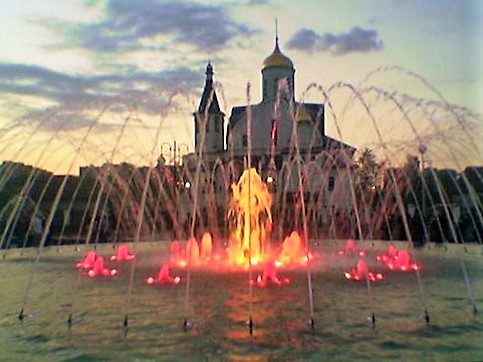
Фонтан в місті Реутов

7 жовтня 1940 року Указом Президії Верховної Ради РРФСР робітниче селище Реутово було віднесене до розряду міст і йому було присвоєно назву — місто Реутов. У травні 1941 року районний центр переноситься в м. Балашиха.
У 1955 році в місті створюється авіаційно-ракетне підприємство ОКБ-52 (згодом ЦКБМ, а зараз ВАТ «Військово-промислова корпорація» НВО Машинобудування). Його Генеральним конструктором був призначений видатний вчений, двічі Герой Соціалістичної Праці академік Володимир Миколайович Челомей. На підприємстві до середини 1990-х років працювало близько 10 000 чоловік.
У 1960 році Реутов, в числі територій лісопаркового захисного поясу Москви (ЛПЗП) був переданий в адміністративне підпорядкування Москві, але в 1961 році ЛПЗП (і місто Реутов) було повернуто до складу Московської області.
30 грудня 1970 року Указом Президії Верховної Ради РРФСР — місто Реутов Балашихинського району Московської області було віднесене до категорії міст обласного підпорядкування.
29 грудня 2003 року президент Російської Федерації Володимир Путін підписав указ про присвоєння місту Реутову статусу наукограда Російської Федерації на термін до 31 грудня 2027 року.

## Розташування
Реутов є міським округом Московської області і прилягає до східної межі Москви. З півночі він межує з Горьківським шосе, зі сходу — з Балашихою, з півдня — з московським районом Новокосіно (розділені Носовіхінським шосе), із заходу — з районами Новогіреєво та Івановське (розділені МКАДом).
Місто складається з двох частин, північної і південної, розділених Горьківським напрямом Московської залізниці. Найкоротший шлях на автомобілі між двома частинами міста проходить по МКАДу, яка де-юре належить іншому суб'єкту федерації — місту федерального підпорядкування Москва.

## Відомі люди
- Матюшко Денис Миколайович (* 1981) — підполковник Збройних сил України, учасник російсько-української війни.

## Досягнення
- 2003 рік: перше місце в номінації «Найкраще місто РФ за економічними показниками фінансового розвитку» у Всеросійському конкурсі «Золотий рубль» в категорії «Середнє місто» в ЦФО[6].
- 2007 рік: найбільш упорядковане місто Російської Федерації в категорії міст з населенням до 100 000 чоловік[7].
- 2010 рік: «Золотий Фенікс» в номінації «Найкраще муніципальне утворення з розвитку науково-промислового комплексу» в підмосковному конкурсі «Лауреат року»[8].

## Міста-побратими
- Менсфілд ( Велика Британія)
- Несвіж ( Білорусь)